# إيفال هيكر
إيفال هيكر (بالألمانية: Ewald Hecker)‏ هو طبيب نفسي ألماني، ولد في 20 أكتوبر 1843 في هاله في ألمانيا، وتوفي في 11 يناير 1909 في فيسبادن في ألمانيا.